# Tichávka
Tichávka je říčka, která protéká Podbeskydskou pahorkatinou v Moravskoslezském kraji okresy Frýdek Místek a Nový Jičín. Je pravostranným přítokem řeky Lubiny v povodí Odry.

## Popis toku
Tichávka pramení na jižním svahu Na Kršlách pod vrcholem Skalka (964 m n. m.) v nadmořské výšce 640 m severně od Kunčic pod Ondřejníkem v masívu Ondřejník. Její tok směřuje na severozápad. Protéká obcí Kunčice pod Ondřejníkem, obcí Tichá, kolem Tichavské hůrky (542 m n. m.) a v obci Vlčovice se zprava vlévá do řeky Lubina. Celý tok patří do pstruhového pásma. U Tichavské hůrky se k Tichávce zprava připojuje potok vytékající z Travertinové kaskády. Tok říčky Tichávky sleduje silnice III/48864 z Kunčic pod Ondřejníkem přes Tichou do Vlčovic.
V roce 1997 povodeň na řece Tichávce zaplavila 83 domů v obci Tichá. V roce 2009 při povodni byla poškozena opěrná zeď říčky v obci Tichá.

## Data
podle zdroje
- délka toku je 12,7 km
- plocha povodí 26,47 km2
- denní průtok 0,317 m3/s

## Významné přítoky
- Žlabový potok (L)
- Rakovec (L)

## Zajímavosti
- Travertinová kaskáda
- Zvonice